# Кавакинью
Каваки́нью (порт. cavaquinho, [kɐvɐˈkiɲu]), маше́ти — небольшой португальский четырёхструнный щипковый музыкальный инструмент. Малая разновидность гитары кавако. Наибольшее распространение получил в Португалии и Бразилии.

## История
В XV веке кавакинью был завезён португальцами в Африку, а затем в Южную Америку, где получил название куатро. С середины XIX века распространился в Бразилии, а во второй его половине таким же образом появился на гавайских островах и стал называться укулеле.

## Виды

### Португальский
Португальский кавакинью является прародителем всех остальных видов. Отличить этот вид от других можно по количеству ладов, у португальского кавакинью их 12, а у бразильского и кавако — 17.

### Бразильский
Бразильский кавакинью немного больше португальского и имеет 17 ладов.

### Кавако
Кавако — меньшая версия бразильского кавакинью, похожая по размеру на португальский. Так же как и бразильский, имеет 17 ладов.

## Строй

### Основные строи
- c g a d1 — Португальский строй
- d g b d1 — Бразильский строй

### Прочие строи
- d a b e1 — Исторический португальский строй
- g g b d1
- a a c1♯ e1
- d g b e1 — Используемый для игры соло в Бразилии[источник не указан 2639 дней].
- g c1 e1 a1 — Строй Укулеле. ‘Кавакулеле’ (Кавакинью + Укулеле)[3]